# Tegenaria antrorum
Tegenaria antrorum är en spindelart som beskrevs av Simon 1916. Tegenaria antrorum ingår i släktet husspindlar, och familjen trattspindlar.
Artens utbredningsområde är Frankrike. Inga underarter finns listade i Catalogue of Life.